# Крайние точки Азербайджана
Ниже приведен список крайних точек Азербайджана.

## Крайние точки
- Северная точка — Балакенский район (41°54′ с. ш. 46°25′ в. д.HGЯO)
- Южная точка — Астаринский район (38°24′ с. ш. 48°39′ в. д.HGЯO)
- Западная точка — Садаракский район (39°42′ с. ш. 44°46′ в. д.HGЯO)
- Восточная точка — пгт Чилов, Хазарский район, Баку (40°18′ с. ш. 50°33′ в. д.HGЯO)

## Крайние высоты
- Высочайшая точка — Гора Базардюзю (4466 м, 41°13′16″ с. ш. 47°51′29″ в. д.HGЯO)
- Низшая точка — Каспийское море (-28 м).